# Ледовый дворец Каяани
Ледовый дворец Каяани — дворец спорта и культуры в Каяани, построен в 1989 году.

## Описание
В 1968 году в городе была создана команда по хоккею с шайбой Каяани Хокки. Специально для неё в 1989 году было завершено строительство нового ледового комплекса, который получил название Ледовый дворец Каяани и стал домашним стадионом для команды.
Реконструкция комплекса была проведена в 2008 году, когда команда вышла во второй дивизион чемпионата Финляндии по хоккею с шайбой. Позднее реконструкция также была проведена в 2011 году.
На сегодняшний день ледовая арена представляет собой ледовую площадку размером 29 на 60 метров, общей вместимостью в 2 372 зрителя, из которых 781 посадочное место и 1591 стоячих мест. На катке расположено кафе, функционирующее во время массовых мероприятий. Общая площадь холла составляет 3 952 кв. м, что позволяет проводить неспортивные мероприятия.
Каток ледового комплекса используется для проведения тренировок и соревнований по хоккею, фигурному катанию, хоккею с мячом, а также для массового катания горожан. Кроме этого, летом проводятся ярмарки и концерты.